# 奇蹟谷 (亞利桑那州)
奇蹟谷（英語：Miracle Valley）是位於美國亞利桑那州科奇斯縣的一個人口普查指定地區。根據2010年美國人口普查，該地人口為644人，而該地的面積約為1.42平方千米。

## 地理
奇蹟谷的座標為31°22′50″N 110°09′16″W / 31.38056°N 110.15444°W，而該地最高點為海拔高度1328米（即4357英尺）。